# Bharati Mukherjee
Bharati Mukherjee (27 de julio de 1940 - 28 de enero de 2017) escritora indio-estadounidense y canadiense y profesora emérita en el departamento de inglés de la Universidad de California, Berkeley . Fue autora de varias novelas y colecciones de cuentos, así como de obras de no ficción. 

## Primeros años de vida y educación
De origen indio, hindú, brahmán bengalí, Mukherjee nació en la actual Calcuta en Bengala Occidental, India, durante el dominio británico. Más tarde se instaló con su familia en Europa después de la Independencia y no regresó a Calcuta hasta principios de la década de los cincuenta. Se educón en el Colegio de Loreto y se graduó en la Universidad de Calcuta en 1959 como estudiante del Loreto College y posteriormente obtuvo un máster en la Universidad Maharaja Sayajirao de Baroda en 1961.  Luego viajó a los Estados Unidos para estudiar en la Universidad de Iowa . Obtuvo un máster en bellas artes por parte del Iowa Writers' Workshop en 1963 y se doctoró en 1969 en el departamento de Literatura Comparada. 
Después de más de diez años viviendo en Montreal y Toronto en Canadá, Mukherjee y su marido, Clark Blaise, regresaron a los Estados Unidos. Mukherjee escribió sobre esta decisión en "An Invisible Woman", publicado en una edición de 1981 de la revista Saturday Night . Mukherjee y Blaise coautorizaron de Days and Nights in Calcutta (1977). También escribieron en 1987 el libro, The Sorrow and the Terror, sobre la tragedia del vuelo 182 de Air India . 
Además de escribir muchas obras de ficción y no ficción, Mukherjee dio clase en la Universidad McGill, Skidmore College, Queens College y City University of New York antes de unirse a la facultad de UC Berkeley .
En 1988, Mukherjee ganó el Premio del Círculo Nacional de Críticos de Libros por su colección de historias cortas The Middleman and Other Stories .  En una entrevista de 1989 con Ameena Meer, Mukherjee afirmó que se consideraba una escritora estadounidense y no una escritora india expatriada. 
Mukherjee murió debido a complicaciones de artritis reumatoide y miocardiopatía de takotsubo el 28 de enero de 2017 en Manhattan a la edad de 76 años  Le sobrevivieron su esposo y su hijo. Su otro hijo, Bart, falleció antes que ella en 2015. 

## Obras
Actualmente ninguna de sus obras se encuentra traducida y publicadas en español.

### Novelas
- The Tiger's Daughter (1971)
- Wife (1975)
- Jasmine (1989)
- The Holder of the World (1993)
- Leave It to Me (1997)
- Desirable Daughters (2002)
- The Tree Bridel (2004)
- Miss New India (2011)

### Colecciones de relatos
- Darkness (1985)
- The Middleman and Other Stories (1988) Premio National Book Critics Circle Award
- A Father
- The Management of Grief

### Memorias
- Days and Nights in Calcutta (1977, coautor Clark Blaise )

### No ficción
- The Sorrow and the Terror: The Haunting Legacy of the Air India Tragedy (1987, con Clark Blaise)
- Political Culture and Leadership in India (1991)
- Regionalism in India Perspective (1992)

## Premios y galardones
- 1988: Premio del Círculo Nacional de Críticos de Libros ( The Middleman and Other Stories).
- Mukherjee obtuvo el título de doctor honoris causa en Letras en el Whittier College en 2013. [8]

## Otras lecturas
- Abcarian, Richard y Marvin Klotz. "Bharati Mukherjee." En Literature: The Human Experience, 9ª edición. Nueva York: Bedford/St. Martín, 2006: 1581-1582.
- Alter, Stephen y Wimal Dissanayake (ed.). "Nostalgia de Bharati Mukherjee". The Penguin Book of Modern Indian Short Stories. Nueva Delhi, Middlesex, Nueva York: Penguin Books, 1991: 28–40.
- Kerns-Rustomji, Roshni. "Bharati Mukherjee." En The Heath Anthology of American Literature, quinta edición, vol. E. Paul Lauter y Richard Yarborough (eds.). Nueva York: Houghton Mifflin Co., 2006: 2693–2694.
- Majithia, Sheetal. "De extranjeros y fetiches: una lectura de la ficción estadounidense del sur de Asia reciente", Samar 14: The South Asian American Generation (otoño / invierno de 2001): 52–53.
- Maxey, Ruth (2019) Understanding Bharati Mukherjee. University of South Carolina Press. ISBN 978-1-64336-000-3. OCLC 1076500541.
- Nuevo, WH, ed. "Bharati Mukerjee." En Encyclopedia of Literature in Canada. Toronto: University of Toronto Press, 2002: 763–764.
- Selvadurai, Shyam (ed.). "Bharati Mukherjee: The Management of Grief". Story-Wallah: A Celebration of South Asian Fiction. Nueva York: Houghton Mifflin, 2005: 91–108.

### Entrevistas
- Entrevista a Beatriz 1997
- Una conversación con Bharati Mukherjee (febrero de 2003)
- Entrevista de Global India Newswire (enero de 2012)
- Meer, Ameena: Bharati Mukherjee. Guardada 14 de mayo, 2013 en Wayback Machine. (Otoño de 1989)

### Varios
- Servicio Mundial de la BBC
- Una declaración de independencia
- Otros enlaces

- Datos: Q4357833
- Multimedia: Bharati Mukherjee / Q4357833